# Mørklægning (eksperimentalfilm)
|  | Denne artikel er oprettet af botten Steenthbot ud fra en ekstern database. Den kan derfor have sproglige fejl eller mangler. Denne skabelon kan fjernes efter kontrol af indholdet. |

Mørklægning er en dansk eksperimentalfilm fra 2001 instrueret af Cathrine Kondas efter eget manuskript.

## Handling
En 3D animeret film om to lyskegler der hellere vil lege end at "gå ud" som "morlyset" forventer, da hun siger godnat.